# Боскотреказе
Боскотреказе (італ. Boscotrecase, сиц. Boscutricasi) — муніципалітет в Італії, у регіоні Кампанія,  метрополійне місто Неаполь.
Боскотреказе розташоване на відстані близько 210 км на південний схід від Рима, 20 км на схід від Неаполя.
Населення — 10 353 особи (2014).
Щорічний фестиваль відбувається 26 липня. Покровитель — Sant'Anna.

## Демографія
Населення за роками:

Станом на 1 січня 2023 року в муніципалітеті офіційно проживало 286 іноземців з 36 країн, серед них 87 громадян країн Євросоюзу та 107 громадян України.

## Сусідні муніципалітети
- Боскореале
- Ерколано
- Оттав'яно
- Терциньйо
- Торре-Аннунціата
- Торре-дель-Греко
- Треказе